# Tom Bombadil
Tom Bombadil je postava ve fiktivním světě J. R. R. Tolkiena, Středozemi. Objevuje se v knihách Pán prstenů a Příhody Toma Bombadila.
Jde o zdravého a statného chlapíka, většího a těžšího než hobiti, ale ne tak vysokého jako lidé. Má modré a jasné oči, dlouhý hnědý plnovous a červenou tvář pokrytou vráskami od úsměvu. Nosí modrý kabátek, vysoký klobouk s pírkem (modrým v Pánu prstenů, bílým labutím v Dobrodružství Toma Bombadila), kožené kalhoty se zeleným opaskem a veliké žluté boty.

## Dobrodružství Toma Bombadila
Postava vznikla podle holandského panáčka, kterého dostal Tolkienův syn Michael. Jeho bratru Johnovi se však příliš nelíbil a tak ho jednou nacpal do záchodu. Panáček byl ale zachráněn a stal se hrdinou básně The Adventures of Tom Bombadil (česky Dobrodružství Toma Bombadila). V roce 1934 vyšla v časopisu Oxford magazine. Jak Tolkien zmínil při komunikaci s nakladatelem, Tom je „duch (mizejícího) oxfordského a berkshirského venkova“. Nakladatele však plány budoucích dobrodružství této postavy nezaujaly a přiměl raději Tolkiena k psaní pokračování Hobita, knihy Pán prstenů. Právě do něj byla nakonec postava Toma Bombadila zařazena.
Básně o mnoho let později vyšly knižně, když Tolkienova teta Jane Neaveová ve věku devadesáti let požádala o malou knížku s Tomem Bombadilem, kterou by si mohli dovolit koupit i starší lidé. Pod názvem The Adventures of Tom Bombadil (česky Dobrodružství Toma Bombadila) vyšla 22. listopadu 1962, právě včas, aby ji stihla potěšit, neboť o několik měsíců později zemřela. Kromě stejnojmenné básně, která však byla přepracována a doplněna o zeměpisné reálie z Pána Prstenů, obsahuje sbírka zvlášť pro ni vytvořenou skladbu Bombadil goes Boating (česky Bombadilova plavba) a dalších 14 již dříve vytvořených básní, které se však již k postavě Toma přímo nevztahují.

### Děj básní
- The Adventures of Tom Bombadil (česky Dobrodružství Toma Bombadila) – Tom Bombadil prožil několik setkání: se Zlatěnkou, Dědkem Vrbákem, jezevčí rodinkou a mohylovým duchem. Všichni se pokusili Toma nějak polapit, ale po jeho zpěvu jej rádi pustili. Báseň končí Tomovou žádostí o Zlatěnčinu ruku a jeho svatbou s ní.
- Bombadil goes Boating (česky Bombadilova plavba) – Tom Bombadil se vydal za přítelem po proudu Opletnice k Brandyvíně. Po cestě potkal střízlíka, ledňáčka, vydráka a labuť. Hobiti na stráži provrtali Tomovi klobouk šípy, ale unikl a přesvědčil tlustého sedláka s bryčkou, aby jej svezl z Rákosin k Blatům k sedláku Červíkovi. Promluvil s ním a ráno zmizel, člun na břehu nechal. V závěru básně se praví o hobití pověsti, že vydrák a labuť pak člun přivezli proti proudu k Tomovi domů.

## Pán prstenů
První zmínka o Tomu Bombadilovi se objevila v rukopisu Pánu prstenů na náčrtcích zápletek a motivů připravovaného příběhu, které Tolkien psal souběžně nebo krátce po 4. verzi kapitoly Dlouho očekávaný dýchánek. Šlo o krátkou poznámku, že na cestě do Roklinky má být Starý hvozd, kde se hrdinové ztratí, budou chyceni Dědkem Vrbákem a Mohylovým duchem a zachráněni Tomem Bombadilem. Mohl ji napsat krátce před nebo po 1. únoru 1938, kdy v dopise nakladateli vyjádřil naději, že pokud bude 1. kapitola shledána slibnou (dle Christophera Tolkiena měl na mysli právě její 4. verzi), může připravovaný příběh připojit. V dalších dvou dopisech si postěžoval, že sice může napsat mnoho různých prvních kapitol, ale je obtížné pokračovat, když všechny své oblíbené motivy a postavy už vtělil do Hobita. Mezním datem pro vytvoření poznámky o Tomu Bombadilovi je 4. březen 1938, kdy Tolkien psal v dopise, že konec 3. kapitoly nabral nepředvídaný obrat, čímž mínil objevení se Černých jezdců. Tento motiv v soupisu zápletek se zmínkou o Tomu Bombadilovi ještě přítomen nebyl.
Vznik rozsáhlejšího textu lze vysledovat v dopise z 31. srpna 1938, v němž se Tolkien zmínil o tom, že „v posledních dvou až třech dnech“ opět pokračoval v psaní a dostal se „až k 7. kapitole“ (dnes se 7. kapitola jmenuje V domě Toma Bombadila, v tehdejší fázi tvorby patřilo toto číslo kapitole The barrow-wight, česky „Mohylový duch“). Je zřejmé, že v tom okamžiku měli hobiti za sebou přinejmenším putování Starým hvozdem a setkání s Dědkem Vrbákem a Tomem.

### Děj
V Pánu prstenů hraje Tom Bombadil důležitou úlohu v 6. až 8. kapitole Společenstva prstenu. Hobiti se s ním poprvé setkali, když Dědek Vrbák polapil Smíška a Pipina do pukliny v kmeni. Tom Bombadil na ně narazil, když se vracel s nasbíranými lekníny z tůně své manželky Zlatěnky, dcery říční žínky. Písničkou přiměl Vrbáka ke spánku a pozval hobity, aby spěchali za ním do jeho domu.
Tomův dům se nachází na rozhraní Starého hvozdu a Mohylových vrchů na severním břehu říčky Opletnice. Když hobiti přišli, byli pohoštěni a po vydatném spánku následující den strávili posloucháním Tomových příběhů. Po večeři se naopak začal vyptávat sám a hobiti mu pověděli více než komukoliv jinému. Tom si dělal legraci i z Prstenu. Předvedl, že Prsten nad ním nemá moc: když si jej nasadil, nezmizel, a Frodo s nasazeným Prstenem byl pro něj viditelný.
Když se dalšího dne hobiti vydali přes Mohylové vrchy do Hůrky, padli do pasti mohylového ducha a museli volat Toma o pomoc. Písní vyhnal ducha, probudil hobity a našel zaběhnuté poníky. Poklad z mohyly nechal volně v trávě, vzal si jen brož pro Zlatěnku a hobitům z něj dal dlouhé nože jako meče. Doprovodil je na hranici vrchů až k Cestě a rozloučil se s nimi s odkazem na čekající Zlatěnku.
Poté se objevoval v příběhu jen nepřímo, na Elrondově radě se probírala a zamítla možnost svěřit mu Prsten. Když se hobiti po konci války vraceli domů, šli sami, protože Gandalf je opustil, aby navštívil Toma Bombadila.

### Původ v rámci Tolkienova legendária
Je nejstarší, pamatuje první kapku deště, byl na Ardě dříve než do ní přišel Melkor („Znal tmu pod hvězdami, dokud v ní ještě nebyl strach – než přišel odjinud Temný pán“). Vysloužil si mnoho jmen, elfové mu říkali Iarwain Ben-adar (Nejstarší a bez otce), trpaslíci Forn (což ve skandinávských jazycích znamená „prastarý“ nebo „náležející dávné minulosti“), muži ze Severu Prastar.
„Krásná paní,“ řekl opět po chvíli Frodo, „povězte mi, pokud se neptám příliš hloupě, kdo je Tom Bombadil?“

„Je,“ řekla Zlatěnka a s úsměvem se zastavila v letu.
Frodo na ní hleděl tázavě.
„Je, jak jste ho viděli,“ řekla v odpověď na jeho pohled. „Je Pánem lesů, vod a kopců.“
„Takže celá tahle zvláštní země patří jemu?“

„Kdepak!“ odpověděla a její úsměv se vytratil. "To by bylo opravdu břemeno," dodala polohlasem, jako k sobě. „Stromy a tráva a všechno, co roste nebo žije v této zemi, patří samo sobě. Tom Bombadil je Pán. Starého Toma nikdo nikdy nepolapil, když chodí po lese, brodí se vodou, skáče po kopcích světlem a stínem. Nezná strach. Tom Bombadil je Pán.“
J. R. R. Tolkien, Pán prstenů: Společenstvo Prstenu
Tom je svým vlastním pánem, ani Prsten nad ním nemá moc.
Významné teorie o původu Toma Bombadila:
1. Pravděpodobně je Tom Bombadil Maia podobně jako třeba Gandalf.[20]
2. Tom Bombadil však může být též něčím jedinečným, jediným svého druhu. Tomu nepřímo nasvědčuje i Tolkienova poznámka o tajemství.[21]
3. Třetí zajímavá interpretace vychází z odpovědi Zlatěnky na otázku, kdo je Tom Bombadil: „Je.“ (v originále „He is.“) Srovnáním s křesťanským „jsem, který jsem“ a prohlášením Toma „Pánem“ vychází teorie, že Tom je samotným Eru Ilúvatarem. Tolkien však tuto myšlenku jednoznačně popřel.[22]

### Funkce postavy v příběhu
Tomův původ a schopnosti jsou záměrně zahaleny tajemstvím, které Tolkien nechtěl vysvětlovat, protože i v mytickém věku musí nějaká tajemství existovat.
Podle Tolkiena není Tom Bombadil důležitá postava pro příběh samotný. Má však funkci 'komentáře'. Představuje alternativní, přirozeně pacifistický pohled, který se vždycky objevuje tváří v tvář válce, zde prezentované soubojem dobra a zla, kde obě strany do určité míry usilují získat sílu, moc a kontrolu, byť každá jinými prostředky a za jinými účely. Jeho náklonnost k životu je sice svou podstatou na straně dobra – jeho porážku by dlouho nemohl přežít, ale Tom je jako přírodní síla, nestranný a nezávislý. V jeho říši žijí jak zlé, tak i dobré bytosti. Omezil se v hranicích, kde jej nemůže nic postihnout, kde je mu dovoleno nerušeně pozorovat a snažit se o pochopení věcí. Jeho panování tkví pouze v úsilí, aby si všechny živé bytosti uchovaly svou totožnost – tedy svobodu. Moc spočívající v kontrole druhých pro něj nemá význam ani cenu, nijak po ní netouží. Proto na něj Prsten, ztělesnění moci, nijak nepůsobí.
I když Tolkien nezamýšlel žádnou spojitost Toma Bombadila se zmizelými entkami, připustil, že je v jistém smyslu jejich protikladem, podobně jako botanika, zoologie (jako vědy) a básnictví představují protiklad k chovu dobytka, zemědělství a praktickým činnostem.